# Kenneth Heiner-Møller
Kenneth Heiner-Møller, nato Kenneth Heiner Christiansen (Gentofte, 17 gennaio 1971), è un allenatore di calcio ed ex calciatore danese, di ruolo attaccante.
Dopo aver interrotto la carriera da calciatore per un grave infortunio, è passato all'allenamento, prima con squadre giovanili di club per dedicarsi, più recentemente, al calcio femminile, ricoprendo l'incarico di commissario tecnico delle nazionali femminili di Danimarca e Canada.
Nato Kenneth Heiner Christiansen, dopo il matrimonio ha deciso di adottare il cognome della moglie, Møller.

## Carriera

### Calciatore
Heiner Christiansen inizia la carriera in patria, giocando con l'Ølstykke dal 1991 al 1994.
A 23 anni coglie l'opportunità di continuare l'attività agonistica all'estero sottoscrivendo un contratto con il Ferencváros per giocare nel campionato ungherese di calcio la stagione 1994-1995. Nell'anno trascorso in Ungheria, citato come Kenneth Christiansen, massimizza il personale palmarès contribuendo a conquistare il treble campionato-coppa-supercoppa, maturando 20 presenze in campionato e siglando due reti.
Al termine della stagione rientra in Danimarca vestendo le maglie del Vejle, per lui 3 presenze in campionato nel 1995, trasferendosi l'anno seguente al B.93 (1996-1999).
Durante la sessione estiva di calciomercato 1999 si trasferisce all'Aarhus, totalizzando durante il campionato 27 presenze e segnando 3 gol, e contribuendo a ottenere il decimo posto e la conseguente la salvezza per il club di Aarhus.
Durante la stagione successiva, la 2000-2001, tornato al B93 subisce un gravissimo infortunio, una frattura a una gamba che lo costringe a interrompere la carriera da calciatore, rimanendo inizialmente in società per allenare le formazioni giovanili dal 2002.

### Allenatore
Dopo la prima esperienza da allenatore con il B93 København Under-18, nell'estate 2003 si trasferisce al Lyngby come responsabile tecnico delle giovanili rimanendovi una stagione (altre fonti indicano il Brøndby maschile U-18).
Del 2005 è la sua prima esperienza nella guida di una squadra femminile, assumendo l'incarico di tecnico del Brøndby. Al suo esordio Heiner-Møller ottiene subito un double campionato-Coppa e porta la squadra a superare le prime due fasi eliminatorie e disputare i quarti di finale di UEFA Women's Cup, l'originale denominazione dell'attuale Champions League femminile, nella stagione 2005-2006, venendo eliminate dalle campionesse di Francia del Montpellier.
Nel luglio 2006, dopo che Peter Bonde lascia la panchina della nazionale di calcio femminile della Danimarca per assumere l'incarico di assistente di Morten Olsen nella nazionale maschile, la federazione danese (Dansk Boldspil Union - DBU) ne affida la guida a Heiner-Møller. Il nuovo commissario tecnico riesce far raggiungere alle ragazze il primo posto nel gruppo 4 alle qualificazioni, zona UEFA per il Mondiale di Cina 2007. Qui le danesi, inserite nel gruppo D con Brasile, le padrone di casa della Cina e la Nuova Zelanda, riescono a superare solo le oceaniane, chiudendo il girone al terzo posto con una vittoria e due sconfitte e venendo così eliminate dal torneo. Heiner-Møller continua a rimanere il CT della nazionale femminile per gli anni successivi, riuscendo a centrare la qualificazione ai due Europei di Finlandia 2009 e Svezia 2013, fallendo tuttavia quello al Mondiale di Germania 2011 e alle Olimpiadi di Londra 2012. Se in Finlandia la squadra viene nuovamente eliminata alla fase a gironi, quattro anni più tardi la Danimarca offre una prestazione più convincente; dopo essere ripescata come tra le migliori terze, dopo aver superato la Francia ai tiri di rigore giunge in semifinale dove trova la Norvegia a negargli, sempre ai rigori, l'accesso alla finale. Dopo il termine dell'Europeo 2013 si dimette per assumere un incarico dirigenziale, quello di CEO dello sviluppo degli allenatori nazionali e dei direttori sportivi all'interno del Team Danmark, e organizzazione che sostiene e finanzia lo sport d'élite in Danimarca.

## Palmarès

### Calciatore
- Campionato ungherese: 1

Ferencváros: 1994-1995
- Coppa d'Ungheria: 1

Ferencváros: 1994-1995
- Supercoppa d'Ungheria: 1

Ferencváros: 1994